# Le Roi des truands
Pour plus de détails, voir Fiche technique et Distribution.
Le Roi des truands (Il re di Poggioreale) est un film italien de Duilio Coletti sorti en 1961.

## Synopsis
En 1943 à Naples, sous le regard bienveillant du Colonel américain à qui il a sauvé la vie, Peppino Navarra est le Robin des bois du quartier de Poggioreale. Il vole les riches pour donner aux pauvres de son quartier. L'Archevêque va le charger d'une mission.

## Fiche technique
- Titre : Le Roi des truands
- Titre original : Il re di Poggioreale
- Réalisation : Duilio Coletti
- Scénario : John Fante, Giuseppe Mangione et Vittoriano Petrilli
- Musique : Carlo Savina
- Photographie : Leonida Barboni
- Montage : Dolores Tamburini
- Production : Duilio Coletti et Dino De Laurentiis
- Société de production : Dino de Laurentiis Cinematografica, Duilio Cinematografica et Standard Films
- Pays :  Italie
- Langue : italien
- Genre : Comédie dramatique
- Couleur : noir et blanc
- Son : mono
- Genre : comédie
- Durée : 113 minutes
- Dates de sortie : 
  -  Italie : 16 septembre 1961
  -  France : 26 novembre 1963

## Distribution
- Ernest Borgnine : Peppino Navarra
- Max Cartier : Enrico
- Ermelinda De Felice : Maitresse
- Cristina Gajoni : Pupetta
- Mariangela Giordano :
- Aldo Giuffré : le brigadier Crisquolo
- David Opatoshu : Natalucci
- Salvo Randone
- Yvonne Sanson : la reine
- Sergio Tofano
- Lino Ventura : le bandit